# Le nombre magique sept, plus ou moins deux
Le nombre magique sept, plus ou moins deux : quelques limites à nos capacités de traitement de l'information (Miller, 1956) est un des articles les plus cités en psychologie,,. Il a été publié en 1956 par le psychologue cognitif George A. Miller du département de psychologie de l'université Harvard dans la revue Psychological Review (en). En résumé, il soutient que le nombre d'objets pouvant tenir dans la mémoire à court terme d'un humain moyen est de 7 plus ou moins 2. En sciences cognitives, on parle ainsi de la Loi de Miller.
Depuis, des recherches récentes démontrent que la loi du nombre magique sept est une sur-interprétation de l'article de Miller. En fait le nombre correct d'éléments pouvant tenir dans la mémoire de travail (servant de mémoire courante) est probablement de trois ou quatre, qui correspondent à la capacité de distinguer entre 4 et 8 alternatives.